# تبذيرات الحجم

تبذيرات الحجم (بالإنجليزية: Diseconomies of scale)‏ هي زيادة كلفة الوحدة بسبب التوسع وزيادة حجم الإنتاج. وينجم ذلك في العادة بسبب سوء التخطيط وضعف التنسيق والازدحام. هذا المفهوم هو عكس وفورات الحجم.

## الأسباب
من الأسباب التي تؤدي إلى تبذيرات الحجم:

### تكاليف الاتصالات
من الناحية المثالية، فإن جميع العاملين في الشركة الواحدة يعرفون بعضهم البعض لأنهم يعرفون بالضبط مايقوم به غيرهم من العمال. وشركة من عامل واحد لا تتطلب أي اتصالات بين الموظفين. وشركة من إاثنين من العمال تتطلب قناة اتصال مباشرة واحدة بين هؤلاء العمال. وشركة من ثلاثة عمال تتطلب ثلاثة قنوات الاتصال بين الموظفين. أدناه رسم بياني لقنوات اتصال واحد على واحد المطلوبة:
| عمال | قنوات اتصال                         |
| ---- | ----------------------------------- |
| 1    | 0                                   |
| 2    | 1                                   |
| 3    | 3                                   |
| 4    | 6                                   |
| 5    | 10                                  |
| n    | {\displaystyle {\frac {n(n-1)}{2}}} |

قنوات الاتصالات واحد-على-واحد تنمو بسرعة أكبر من عدد العمال، مما يزيد من الوقت، وبالتالي من تكاليف الاتصالات. عند نقطة معينة، تصبح اتصالات واحد-على-واحد بين جميع العمال غير عملية، وبالتالي فأن التواصل ينحصر بين فئات معينة من الموظفين (مندوبي المبيعات مع مندوبي المبيعات، وعمال الإنتاج مع عمال الإنتاج، الخ). هذا الانخفاض في التواصل يبطئ، ولكن لا يوقف، الزيادة في الوقت والمال مع نمو الشركة، ويؤدي إلى تكاليف مالية إضافية بسبب الازدواجية في الجهود الناجمة عن انخفاض مستوى هذه الاتصالات.

### ازدواجية الجهود
أن شركة بموظف واحدة لن يكون لديها أي ازدواجية في الجهود بين الموظفين. ويمكن للشركة مع اثنين من العاملين أن يكون لديها ازدواجية الجهود، ولكن هذا ليس واردا، كما اثنين من المرجح أن تعرف ما بينها وتعمل في جميع الأوقات. ولكن عندما تنمو الشركات إلى الآلاف من العمال، فلا مناص من أن شخص ما أو حتى فريق ما أن يعمل على المشروع يجري بالفعل العمل عليه من قبل شخص أو فريق آخر. 
جنرال موتورز على سبيل المثال، طوّرت داخلياً اثنين من نظم التصميم والتصنيع بواسطة الكمبيوتر CAD / CAM: إذ تم تصميم نظام CADANCE من قبل موظفين التصميم في جنرال موتورز، في حين تم إنشاء نظام Fisher Graphics من قبل شعبة Fisher Body. أصبحت مطلوباً في وقت لاحق أن تضم هذه الأنظمة المماثلة إلى نظام رسومات للشركة Corporate Graphics System CGS موحد بتكاليف باهظة. في حالة شركة أصغر سوف لن يكون لديها المال لتسمح بتطوير نظم موازية باهظة الثمن، كما لن يكون لديه عدم وجود الاتصال والتعاون الذي أدى هذا الحدث.
بالإضافة إلى CGS، استخدمت جنرال موتورز أيضاً نظم CADAM و UNIGRAPHICS و CATIA ونظم CAD / CAM غيرها جاهزة للاستخدام مما أدي إلى زيادة تكلفة ترجمة تصاميم من نظام إلى آخر.
هذا المسعى أصبح في نهاية المطاف خارج عن السيطرة مما حدا بشركة جنرال موتورز بأن تستحوذ (ولكن عادت وباعتها في نهاية المطاف)على شركة نظم معلومات الإلكترونية (EDS) في محاولة للسيطرة على الوضع بخصوص استخدام نظم تصميم مختلفة ومتعددة.

### سياسة المكتب
سياسة المكتب (بالإنجليزية: Office politics)‏ هي سلوك إداري يعرف مدير أنه أمر يتعارض مع مصلحة الشركة، ولكنه في يصب في مصلحته الشخصية. على سبيل المثال، يمكن لمدير الترويج عمدا لموظف غير كفؤ مع علمه أن هذا الموظف لن يكون قادرا على المنافسة على منصب المدير. هذا النوع من السلوك يكون له معنى فقط في الشركات ذات المستويات المتعددة من الإدارة. وإن وجود مستويات أكثر من الإدارة يتيح مزيداً من الفرص لممارسة سلوك سياسي من هذا النوع. في شركة صغيرة، مثل هذا السلوك من المرجح أن يتسبب في إفلاس الشركة وبالتالي يكلف المدير وظيفته، لذلك فهو لن يتخذ مثل هذا القرار. في شركة كبيرة، مدير واحد سيئ لن يكون له تأثير كبير على الصحة العامة للشركة، ولذلك أن مثل هكذا «سياسة مكتب» تصب في مصلحة المدراء الفردية.

### الشركات الثقيلة
في حالة وجود المزيد من العاملين لدى الشركة، فإن نسبة كبيرة من القوى العاملة تشكل «الإدارة» (وهذا يشير إلى إدارة الناس، على عكس إدارة الموارد الأخرى).
وشركة من عامل واحد لا تحتاج إلى أي مديرين. ويمكن لشركة مع خمسة موظفين توظيف بعضهم كمدير وأربعة آخرين من كعمال.
إذا كان المدراء لا يفعلون شيئاً غير إدارة أخرى العمال الذي تحت منهم، فأن إنتاجية الشركة تنخفض بنسبة 20٪. وفي شركة مكونة من 21 موظفا لديها 16 عاملا وأربعة مشرفين ومدير واحد، إذا لا المدير ولا المشرفين يفعل أي شيء سوى إدارة الناس تحتهم، سيكون هناك انخفاض في الإنتاجية بنسبة 5/21 أو 23.8٪. 
إن الشركات التي لديها نسب «عامل-إلى-مدير» أعلى والتي «يعمل المديرين» فيها (الذين يؤدون مهام أخرى مهمة بالإضافة إلى إدارة الموظفين تحتهم) سيكون لديهم إنتاجية أقل تأثرا سلبياً من ظاهرة كثرة المديرين، ولكن لا يزال هناك تاثير ما.
وجود المديرين هو ضرورة لإدارة وحدات كبيرة أو شركات معقدة، ولكن ينبغي النظر في إلى ذلك ك«شر لا بد منه» حيث أن ذلك يقلل أيضا الإنتاجية الإجمالية.
أيضاً أن المدراء في المستوى الأعلى يحصلون على أجور أعلى مستوى أي أن التكلفة على الشركة أعلى. على سبيل المثال، شركة من 16 عاملاً يعملون بأجر 10 بالساعة و 4 مشرفين بأجر 20 بالساعة ومدير بمبلغ 30 بالساعة تنفق مبلغ 270 منها 110 (41٪) على الإدارة.
أن نسبة المديرين والمشرفين إلى العمال الذين يشرفون عليهم تسمى «نطاق السيطرة» (بالإنجليزية: Span of Control)‏، وتختلف هذه النسبة من شركة إلى شركة حسب الحجم والنوع.